# Tight Fitting Pants
Die Tight Fitting Pants sind eine 2002 gegründete französische Punkabilly- und Psychobilly-Band aus Cholet.

## Geschichte
2003 spielten die Tight Fitting Pants ihr Demo Sex, Booze & Rock 'n' Roll ein, das bereits den künftigen Stil der Musikgruppe kennzeichnet. Schneller Psychobilly mit Punkanleihen, sowie melodischem, ausnahmslos englischen Gesang. Ihre Musik, die vor allem von Frauen, Sex und Pornografie handelt, bezeichnet die Gruppe selbst als „Porn 'n' Roll“. Das Demo bot nur vier Lieder, dennoch konnten alle 1.000 Exemplare im Eigenvertrieb verkauft werden.
2006 veröffentlichen sie ihr Debütalbum Obscene Music for Obscene People beim deutschen Label Crazy Love Records, welches von Cargo Records vertrieben wird. Dieses lobt Robert Noy im Ox-Fanzine als „klasse Debüt“. Mehr als 150 Konzerte in Europa, sowie Samplerbeiträge (beispielsweise auf Welcome to Circus Punkabilly Vol. 2) steigern die Popularität der Band weiter. Auch die folgenden beiden Alben werden von wohlwollenden Kritiken begleitet. So lobt 2010 das Ox-Fanzine den Klang von The Final Condom!!!! als „klar und roh, schnell und melodisch“. Anrüchige Texte würden da „hervorragend passen“.
Seit 2011 ruht die Band, da Sänger Simon Orbison seitdem zusätzlich in der Gruppe The Konbinis aktiv ist. Diese, eine Pop-Punk-Band, ist musikalisch und thematisch völlig anders ausgerichtet.

## Diskografie

### Alben
- 2006: Obscene Music for Obscene People (Crazy Love Records)
- 2007: Love Sucks (Crazy Love Records)
- 2010: The Final Condom!!!! (Crazy Love Records)

### Demos
- 2003: Sex, Booze & Rock 'n' Roll